# Baraniwka (obwód chmielnicki)
Baraniwka (pol. hist. Baranówka) – wieś na Ukrainie, w rejonie jarmolińskim obwodu chmielnickiego.